# Vienna (Nueva York)
Vienna es un pueblo ubicado en el condado de Oneida en el estado estadounidense de Nueva York. En el año 2000 tenía una población de 5,819 habitantes y una densidad poblacional de 36 personas por km².

## Geografía
Vienna se encuentra ubicado en las coordenadas 43°14′5″N 75°44′58″O / 43.23472, -75.74944.

## Demografía
Según la Oficina del Censo en 2000 los ingresos medios por hogar en la localidad eran de $36,250 y los ingresos medios por familia eran $43,871. Los hombres tenían unos ingresos medios de $32,337 frente a los $25,293 para las mujeres. La renta per cápita para la localidad era de $17,195. Alrededor del 8.3% de la población estaban por debajo del umbral de pobreza.